# Судба сиротана
Судба сиротана је дванаести студијски албум српске фолк певачице Наде Топчагић, издат 1992. године за ПГП РТБ. На албуму се налазе хитови Прстен за успомену и Три живота срца три. Продуцент је био Александар Сања Илић, а песме на албуму су компоновали Звонко Демировић и Беки Бекић. С обзиром да је објављен у току распада Југославије имао је напомену да приход од овог издања иде деци са подручја угроженим ратом.

## Списак песама
| №   | Назив                        | Текст           | Музика                          | Трајање |  |
| 1.  | Прстен за успомену           | Мила Јанковић   | Беки Бекић                      |         |  |
| 2.  | Судба сиротана               | Владимир Грујић | Новица Николић Патало           |         |  |
| 3.  | Хајде, хајде, срце тебе жели | Руждија Крупа   | Света Томић                     |         |  |
| 4.  | За најлепше очи              | Руждија Крупа   | Беки Бекић                      |         |  |
| 5.  | Не можеш ме преварити        | Светлана Кесић  | Н. Секулић                      |         |  |
| 6.  | Иш Миле, иш пиле             | Руждија Крупа   | Беки Бекић                      |         |  |
| 7.  | Боли ли те што сам сама      | Миодраг Ж. Илић | Ненад Димитријевић (композитор) |         |  |
| 8.  | Шест година                  | Јане Јонузовић  | Беки Бекић                      |         |  |
| 9.  | Казнила сам себе             | Стевица Спасић  | Звонко Демировић                |         |  |
| 10. | Три живота срца три          | Суада Демировић | Зоран Старчевић                 |         |  |